# MTV×DAM WANNASING KARAOKEE CHART TOP40
『MTV×DAM WANNASING KARAOKEE CHART TOP40』（エムティーヴィー ダム ワナシング キャリオケチャート トップフォーティー）は、MTVジャパンで放送されていたカラオケランキング番組。題名に「DAM」の文字が入っているところからもわかるように、第一興商の一社提供番組である。

## 概要
毎週DAMのカラオケチャートを紹介する。
2009年5月3日放送開始。当初は『MTV×DAM WANNASING KARAOKEE CHART TOP20』という題名で、その名の通りカラオケチャート上位20曲を紹介する番組で、時間枠も1時間だった。
2012年12月より番組名を現在の名前に変更し、オンエア対象をチャート上位40曲に拡大、さらに時間枠も5時間と大きく拡大された。またこのリニューアルに伴い、チャートインしたミュージックビデオ全曲に対し、独自に歌詞テロップを追加してオンエアするようになった。
2013年6月30日放送終了。翌月より同じ時間枠で放送される『MTV KARAOKEE CHART TOP50』へ移行した。

## 出演者
- VJ（司会）
  - 浦浜アリサ（2009年5月 - ）
  - JOY（2012年12月 - ）

## 放送時間
2013年3月時点での放送時間。
- 本放送：毎週日曜日 13:00 - 18:00
- 再放送：毎週火曜日 14:00 - 19:00